# 地域医療機能推進機構さいたま北部医療センター
地域医療機能推進機構さいたま北部医療センター（ちいきいりょうきのうすいしんきこうさいたまほくぶいりょうセンター）は、埼玉県さいたま市北区宮原町にある医療機関。独立行政法人地域医療機能推進機構（JCHO）が運営する。病床数は163。

## 概要
1947年（昭和22年）7月1日に、健康保険大宮病院（20床）として大宮市高鼻町で開院し、1952年（昭和27年）10月に同市盆栽町に移転した。1965年（昭和40年）に、社会保険大宮総合病院に改称。2014年（平成26年）4月に、再度現名称に改称した。浦和区に所在するJCHO運営の埼玉メディカルセンターに統合して閉院する予定であったが、市北部の公的医療施設がやや遠いさいたま市立病院のみとなるため（なお大規模病院は大宮中央総合病院や彩の国東大宮メディカルセンターがある）、プラザノースの北側のさいたま市の市有地と敷地交換により移転して存続することが2013年（平成25年）に決定。2017年（平成29年）8月に新病棟の建設に着手し、2019年（平成31年）3月1日に移転開院した。
認可病床163床のうち58床を地域包括ケア病棟としている。南側には北区役所を中心とする公共複合施設プラザノース、東側には大型商業施設ステラタウンが近接する、利便性の高い場所にある。
「さいたま市大宮休日夜間急患センター」を大宮医師会と協力し運営している。

## 診療科
- 内科
- 皮膚科
- 小児科
- 外科
- 泌尿器科
- 婦人科
- 眼科
- 耳鼻咽喉科
- 放射線科
- 整形外科
- 歯科口腔外科